# Jefferson Ward
Jefferson Ward was een warenhuisketen uit Miami, Florida. De warenhuisketen was actief van 1973 tot 1985.

## Geschiedenis
De warenhuisketen Jefferson Ward ontstond in 1973 na een overname van Jefferson Stores Inc. door Montgomery Ward. De warenhuisketen Jefferson Department Stores was sinds 1946 actief in Florida en had in 1970 zo'n 20 filialen. Montgomery Ward was oorspronkelijk een postorderbedrijf dat eind jaren 1920 warenhuizen opende.     
In 1973 kocht Montgomery Ward, Jefferson Stores Inc. voor $ 37 miljoen in aandelen, waarna de Jefferson-filialen werden omgedoopt tot Jefferson Ward. In februari 1979 nam Montgomery Ward de discount warenhuisketens Almart en J.B. Hunter over van Allied  Stores. In 1980 werden de overgenomen winkels omgedoopt tot Jefferson Ward.
Begin jaren 1980 kwam Montgomery Ward tot de conclusie dat de Jefferson Ward warenhuizen geen succes waren. In 1985 werden de 18 noordelijke filialen, in Delaware, Pennsylvania en New Jersey van Jefferson Ward verkocht aan Bradlees. De 23 filialen in Florida werden gesloten.    